# Dopłaty rolnicze

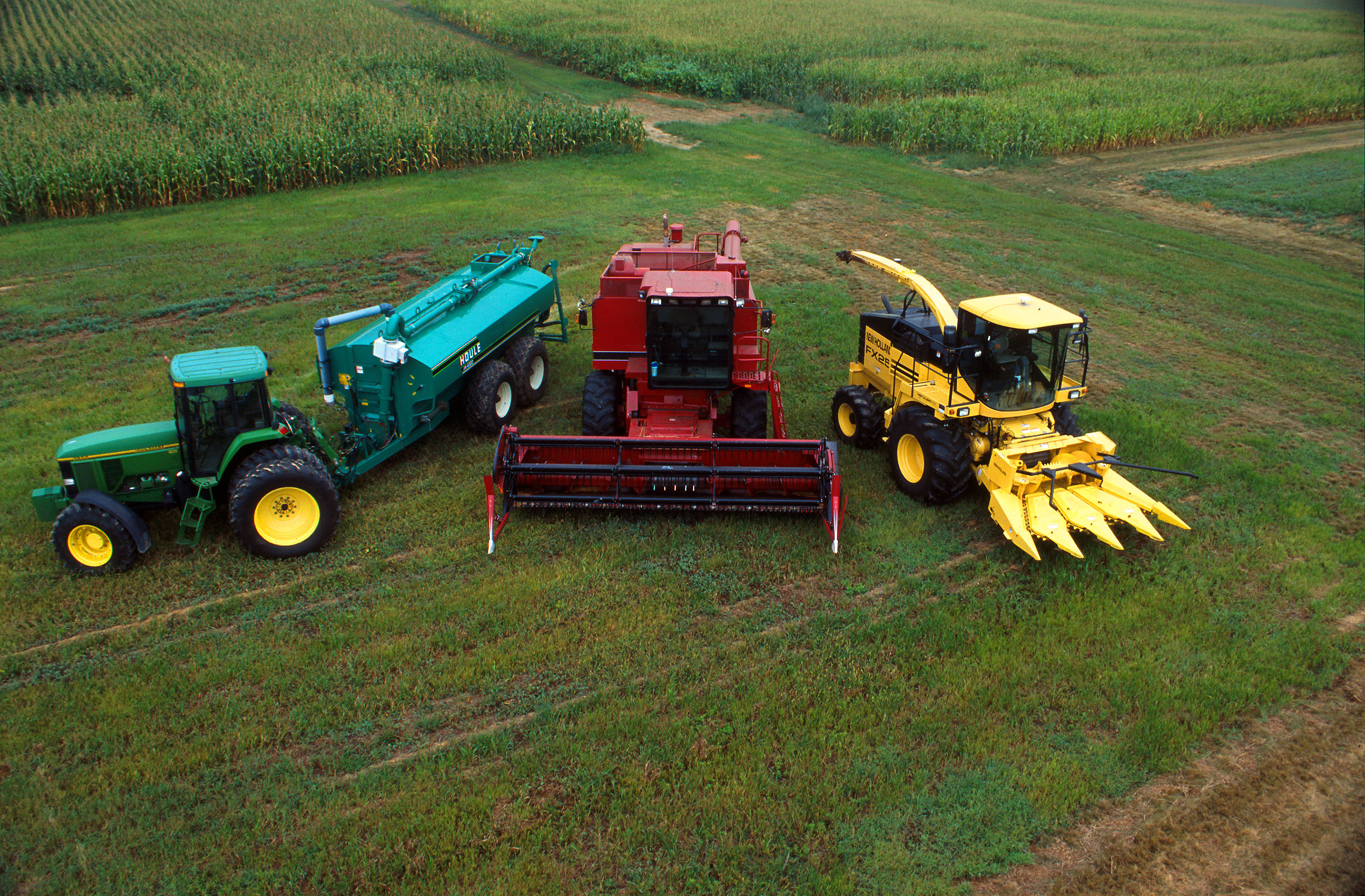
Wiele maszyn rolniczych w ARS' Beltsville Agricultural Research Centre jest napędzanych mieszanką oleju napędowego i biodiesla, która jest wytwarzana z oleju sojowego. Od lewej do prawej: ciągnik John Deere 7800 z przyczepą do gnojowicy Houle, kombajn zbożowy Case IH, sieczkarnia samobieżna New Holland FX 25 z przystawką do kukurydzy.

Dopłaty rolnicze (subwencje rolnicze) to pomoc przeznaczona dla gospodarstw prowadzących produkcję rolną.
Istnieją różne typy dopłat rolniczych, które najogólniej można podzielić na:
- płatności bezpośrednie (w zależności od kg, powierzchni, pogłowia itp.);
- dopłaty pośrednie (obniżka podatków od produktów rolniczych czy kosztów związanych z prowadzeniem gospodarstwa rolnego).

W Unii Europejskiej, rolnictwo jest subwencjonowane w różnym stopniu, w zależności od konkretnych produktów rolniczych. Unia Europejska dzięki wspólnej polityce rolnej (PAC) reguluje i subwencjonuje na różne sposoby produkcję rolniczą. Trzy mechanizmy, które są głównie stosowane to:
- interwencjonizm (zakup produktów rolniczych w momencie gdy ceny na rynkach UE spadają poniżej pułapu wcześniej ustalonego);
- bezpośrednie dopłaty w zależności od powierzchni gospodarstwa (w hektarach) lub pogłowia;
- subwencje przeznaczone na wymianę z krajami trzecimi (zwroty eksportowe).

Metody, które powodują obniżanie się cen produktów rolniczych na rynkach światowych i są niekorzystne dla rolników pochodzących spoza Unii Europejskiej są często krytykowane.